# Магнус I (герцог Саксен-Лауэнбурга)
Магнус I Саксен-Лауэнбургский (1 января 1470, Ратцебург — 1 августа 1543, Ратцебург) — герцог Саксен-Лауэнбурга из династии Асканиев.

## Биография
Магнус был вторым сыном герцога Саксен-Лауэнбурга Иоганна V и Доротеи Бранденбургской, дочери Фридриха II, курфюрста Бранденбурга. В поздние годы правления своего отца он фактически управлял страной и стал герцогом в 1507 году. Первые годы его правления были омрачены различными конфликтами с архиепископством Бремена и его суффраганом, епископством Ратцебург. С первым он спорил относительно прав на территории вокруг Нефритового лимана и земель Хадельна и Вюрстена. Конфликт завершился после неудачной кампании в 1498 году при посредничестве герцога Брауншвейг-Каленберга Эриха I и герцога Брауншвейг-Вольфенбюттеля Генриха IV с сыном последнего, Кристофом, коадъютором и позже князем-архиепископом Бременским (с 1511 года). Связи были закреплены с помощью женитьбы Магнуса на дочери Генриха IV.
Магнус был первым герцогом Саксен-Лауэнбургским, который был уступчив в отношении спора об электоральной привилегии между Саксен-Лауэнбургом и Саксен-Виттенбергом. Император Карл V наделил Магнуса герцогством Саксония, Ангрия и Вестфалия (официальное название, но в разговорной речи — Саксен-Лауэнбург) и соответствующими регалиями в императорском рейхстаге в Аугсбурге 12 ноября 1530 года.
В 1531 году Магнус распространил в своём герцогстве идеи Реформации и стал лютеранином, как и большинство его подданных. Магнус был похоронен в Ратцебурге.

## Семья и дети
17—20 ноября 1509 года Магнус I женился на Екатерине (1488—1563), дочери герцога Генрих IV Брауншвейг-Люнебургского. У них было шестеро детей:
- Франц I (1510—1581) ∞ 1540 Сибилла Саксонская (1515—1592)
- Доротея (1511—1571) ∞ 1525 Кристиан III, король Дании и Норвегии (1503—1559)
- Екатерина (1513—1535) ∞ 1531 Густав I Ваза, король Швеции (1496—1560)
- Клара (1518—1576) ∞ 1547 Франц, герцог Брауншвейг-Люнебурга (1508—1549)
- София (1521—1571) ∞ 1537 Антон I, граф Ольденбурга и Дельменхорста (1505—1573)
- Урсула (1523—1577) ∞ 1551 Генрих V, герцог Мекленбурга (1479—1552)